# للا و بیلی‌دکید
لُلا و بیلی‌دکید (انگلیسی: Lola und Bilidikid) فیلمی در ژانر درام و رمانتیک به کارگردانی قوتلوق آتامان است که در سال ۱۹۹۹ منتشر شد. از بازیگران آن می‌توان به اینگه کلر اشاره کرد.